# Lispomontia
Lispomontia is een geslacht van hooiwagens uit de familie Triaenonychidae.
De wetenschappelijke naam Lispomontia is voor het eerst geldig gepubliceerd door Lawrence in 1937. 

## Soorten
Lispomontia is monotypisch en omvat slechts de volgende soort:
- Lispomontia coxidens